# Conferencia Internacional de Partidos y Organizaciones Marxista-Leninistas (Unidad y Lucha)
La Conferencia Internacional de Partidos y Organizaciones Marxista-Leninistas (en inglés: International Conference of Marxist-Leninist Parties and Organizations) es una red internacional de partidos marxistas-leninistas fundada en 1994 en la ciudad de Quito, capital del Ecuador. 
Su ideología parte de los planteamientos de Marx, Engels, Lenin y Stalin junto con el pensamiento de Enver Hoxha contra lo que él acusó de revisionismo. Es decir, ha tomado una posición contraria a las políticas de la Unión Soviética dirigida por Jrushchov, Brézhnev y Gorbachov; de China después de Mao Zedong; y del autodenominado socialismo del siglo XXI en países como Venezuela o Bolivia, al que consideran una "corriente antimarxista".

"Somos la Conferencia Internacional de Partidos y Organizaciones Marxista-Leninistas, la integración ideológica, política y organizativa de los partidos revolucionarios del proletariado de varios países y continentes. Representamos los intereses de la clase obrera en nuestros países y a escala internacional. Nos proponemos demoler los cimientos del sistema capitalista–imperialista, conquistar el poder, construir el socialismo, abolir todo tipo de desigualdad social, destruir las clases sociales, emancipar a la Humanidad e implantar el comunismo."
XXI Sesión Plenaria de la CIPOML

## Ideología

Propaganda con la imagen de Marx, Engels, Lenin y Stalin en una bandera roja.

En general, la ideología de los partidos que se reúnen en la CIPOML, parte de los planteamientos de Marx, Engels, Lenin y Stalin, junto con el pensamiento de Enver Hoxha. Su propósito es el de analizar el trabajo político de los partidos marxistas-leninistas del mundo y preparar la formación de una Internacional Comunista Marxista-Leninista con la cual se puedan unificar los esfuerzos de los militantes comunistas a nivel mundial.
Como es común entre los comunistas, es antiimperialista oponiéndose así a la política externa de China, Estados Unidos, Rusia, entre otros países que surgen como superpotencias. Existe una posición crítica a su vez frente a Fidel Castro y el gobierno de Cuba a su vez que se oponen al revisionismo, entendiéndose esto como el antiestalinismo que dominó en la Unión Soviética después de la muerte de Stalin.

## Historia

### Antecedentes

#### Ruptura con el kruschovismo

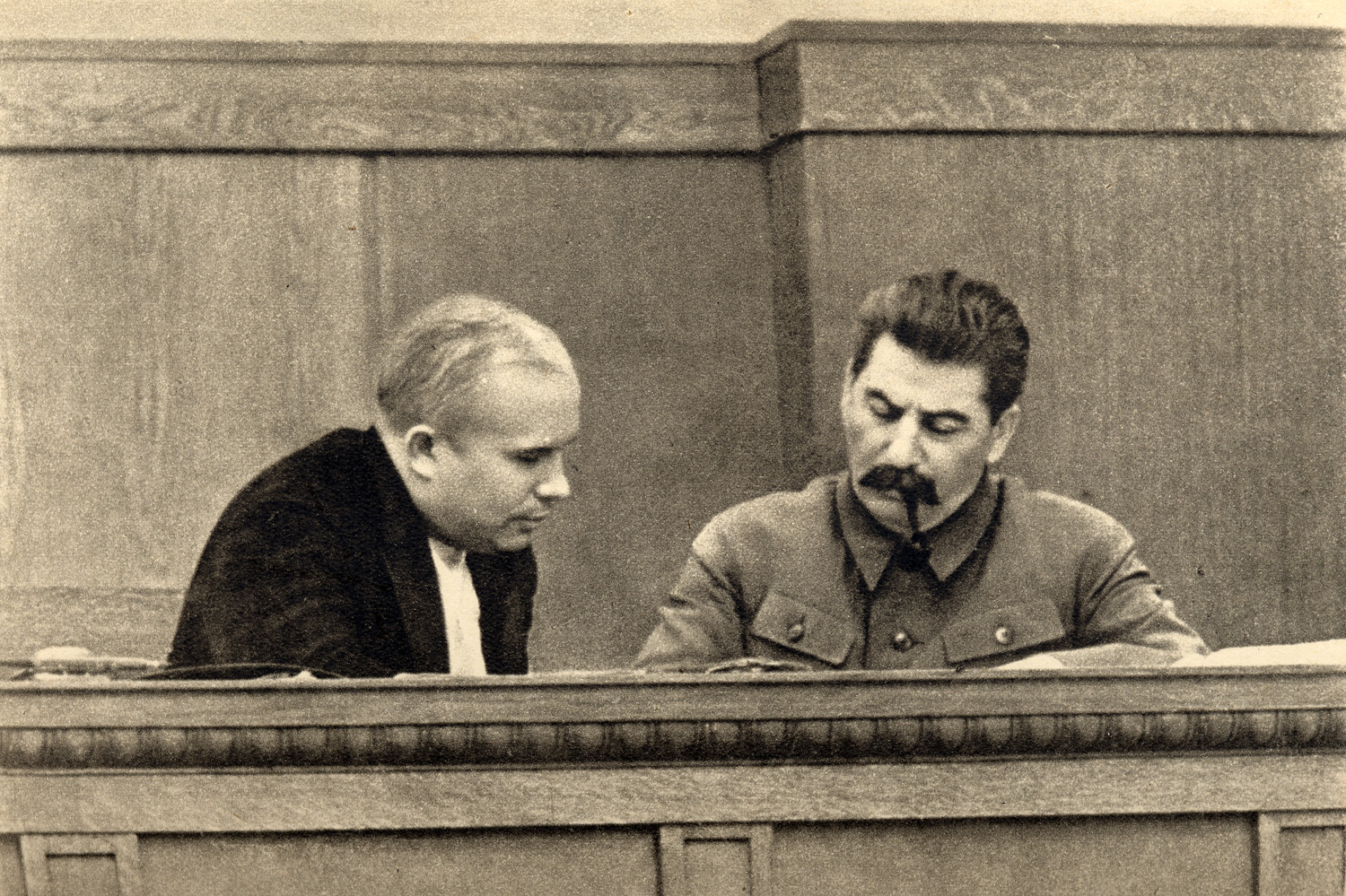
Stalin y Nikita Kruschov en 1936.

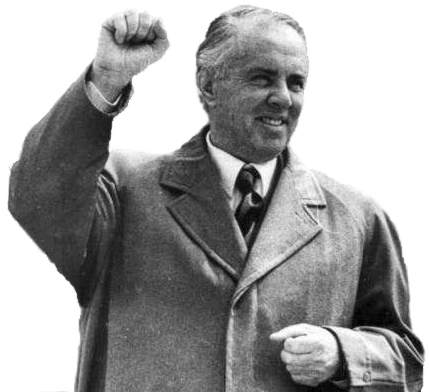
Enver Hoxha, líder comunista de Albania entre 1944 y 1985. Se enfrentó primero a la Unión Soviética y, décadas más tarde, a China.

En la década de 1960, tras la muerte de Stalin y el ascenso al poder de Nikita Krushchov se inició una ruptura dentro del movimiento comunista internacional surgida tras las discrepancias surgidas alrededor del Discurso Secreto y la coexistencia pacífica.
El Partido del Trabajo de Albania (PPSH) y el Partido Comunista de China fueron criticados por en la Conferencia de los partidos comunistas en Moscú, donde el Partido Comunista de la Unión Soviética (PCUS) lanzó un ataque general a los partidos que se oponían a su línea acusándolos de "desviacionismo" y de "antisovietismo". Enver Hoxha, liderando la delegación albanesa, rechazó someterse a la presión. Kruschov impondría presiones económicas contra la República Socialista Popular de Albania y la República Popular China, retirando los técnicos especialistas soviéticos y otros tipos de ayuda.
El PPSH no cede ante las presiones y el 6 de diciembre de 1961 la Unión Soviética y la COMECON rompen sus relaciones diplomáticas con Tirana. A su vez el Partido Comunista de Indonesia (PKI), uno de los partidos comunistas más importantes del mundo, se opone a la línea del PCUS. En Brasil, los miembros expulsados del Partido Comunista Brasileño (PCB) fundan el Partido Comunista de Brasil (PCdoB), considerada una de las primeras grandes escisiones del movimiento comunista. 
En Europa, los partidos que apoyan la línea kruschovista retiran los textos y documentos procedentes de China y Albania, impidiendo a la militancia conocer esta información, dejándolos únicamente con los documentos a favor de la línea soviética. Ante aquellos, surgen iniciativas para editar y difundir textos del Partido Comunista de China y del Partido del Trabajo de Albania. 
El 14 de junio de 1963 se publican "Veinticinco Puntos" del Comité Central del Partido Comunista de China, que sería un texto esencial en contra de lo que se nombró como "revisionismo moderno". Con este y otros documentos de China y Albania se crean en 1963 y 1964 partidos y organizaciones antirrevisionistas en países como Ecuador (Partido Comunista Marxista Leninista del Ecuador), Perú, Colombia, Sri Lanka, Tailandia, Nueva Zelanda y Canadá.
En Suiza y España (Partido Comunista de España (marxista-leninista)) se forman los primeros partidos leales a la República Popular China y la República Socialista Popular de Albania. Dentro de los partidos comunistas europeos la lucha la llevan a cabo esencialmente cuadros medios y militantes de base. Una excepción son los comunistas de Bélgica, que desarrollaron una lucha entre las dos líneas que llevó a una ruptura vertical, desde la base hasta el Comité Central: Jacques Grippa, excluido, reconstruye el Partido Comunista de Bélgica (PCB) con cuadros forjados desde la lucha antifascista de la década de 1930 como Henri Glineur o Jules Vanderlinden. El PCB desempeñó un papel importante de coordinación entre las nuevas organizaciones en esa fase inicial. 
Otras organizaciones marxistas–leninistas se constituyeron en 1965 en Austria, Alemania Occidental, Francia y Polonia. Se realizan encuentros e intercambios con el Partido Comunista de China y el Partido del Trabajo de Albania para definir la línea política y reducir los sentimientos de afinidad al régimen soviético al ser la URSS considerada como la patria del socialismo, que había desempeñado un papel determinante en la victoria sobre el nazismo; la fidelidad a la Revolución de Octubre la identificaban con su aspiración por otro mundo, así como por la propia URSS y su trayectoria hasta la muerte de Stalin.
La ruptura con la URSS y su órbita se hace definitiva tras la caída de Nikita Kruschov y la definición de Alekséi Kosygin y Leonid Brézhnev con una línea política similar.

#### Ruptura con el maoísmo

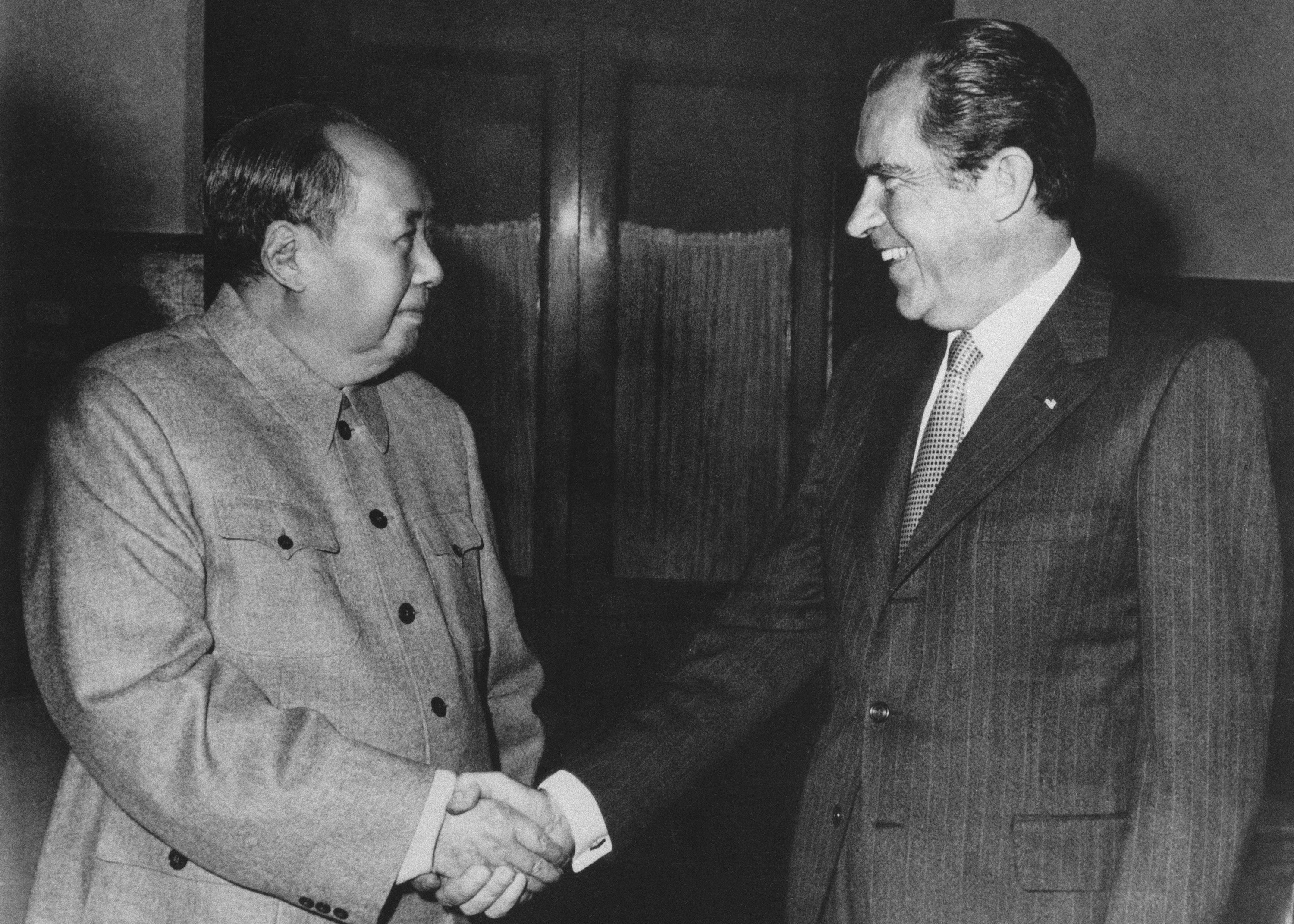
Mao Zedong con Richard Nixon, expresidente de los Estados Unidos, durante una visita de este último a China.

En el V Congreso del Partido del Trabajo de Albania, celebrado en noviembre de 1966, estuvieron presentes delegaciones del Partido Comunista de China junto a 28 partidos y organizaciones marxista–leninistas de todo el mundo. En este Congreso se analizaría la posibilidad de constituir una "Internacional Marxista-Leninista", pero esta propuesta fue rechazada por la delegación china argumentando "insuficiencias del movimiento".
En China se intensificaba el culto a Mao Zedong con la Revolución Cultural, constituyéndose el maoísmo, que fue criticado por Enver Hoxha al considerarlo "la causa de la desviación de Partido Comunista de China" y la toma del poder por parte de Deng Xiaoping, destacando dentro de su crítica las relaciones entre China y los Estados Unidos, la mayor potencia imperialista, acusando al maoísmo de "ecléctico" y "dogmático", siendo así que permitió la instauración de un sistema capitalista en China. A esta crítica le seguiría una nueva ruptura dentro de los partidos marxistas-leninistas.

### Formación y desarrollo de actividades
Tras la muerte de Enver Hoxha (principal sostén ideológico tras la ruptura con la República Popular China) en 1985 y la caída del Muro de Berlín con el denominado campo socialista, se generó una gran desmoralización en muchos partidos comunistas. En Ecuador, el PCMLE convoca a 15 partidos a la Conferencia de Quito en 1994, la cual a su vez decide impulsar anualmente el “Seminario internacional problemas de la revolución en América Latina”.

"No fue fácil con todos los diferentes idiomas. Pero tuvimos la misma convicción firme, el mismo análisis de la situación internacional y el mismo objetivo: Queríamos construir una base sólida para la unidad del movimiento marxista–leninista internacional"
Diethard Moeller

Luego de analizar con delegaciones procedentes de América, Europa, África y Asia se aprobó la Declaración de Quito, y al mismo tiempo la fundación de la Conferencia Internacional de Partidos y Organizaciones Marxista–Leninistas (CIPOML) el 1 de agosto de 1994.
En su resolución de 1997, la CIPOML declaró que la caída de los "países revisionistas de Europa del Este" causaron que se acelerase la pelea entre las potencias mundiales, poniendo como ejemplo de esto la Guerra del Golfo. Poniendo como objetivo central:

"(...) organizar la revolución en las condiciones de la crisis. La clase obrera y los pueblos debemos canalizar nuestras actividades y luchas cotidianas a la perspectiva de la conquista del poder, de la revolución."
Resolución de la Conferencia Internacional de Partidos y Organizaciones Marxista-Leninistas

## Organización

### Órganos

#### Comité Coordinador
El Comité Coordinador (COCO) labora entre Plenaria y Plenaria de la Conferencia, tomando iniciativas políticas de coordinación, pronunciamientos políticos y solidarios en los marcos de las orientaciones de la Conferencia. Debe contribuir con el partido y organización que asuma la Sede de la Plenaria de la Conferencia. Rinde cuentas de sus actividades al Plenario de la Conferencia.

#### Sesión Plenaria
La Sesión Plenaria de la Conferencia es el órgano de decisión de la CIPOML, se auto-convoca y se reúne cada año y de ser necesario, de manera extraordinaria, convocada por el COCO o por petición de la mayoría de miembros. Durante la Sesión Plenaria se discuten y aprueban las resoluciones políticas generales, se acepta el ingreso de nuevos miembros a la vez que se define la expulsión de integrantes de ser necesario. Elige al Comité Coordinador cada año y solo la Plenaria puede modificar las normas. 
| #                                        | Lugar                               | Fecha              | Comentarios |
| ---------------------------------------- | ----------------------------------- | ------------------ | --- |
| I                                        | Quito, Ecuador                      | agosto de 1994     | Constitutiva. Se elabora la Proclama comunista a los trabajadores y pueblos, también conocida como la Declaración de Quito. A su vez se decidió que en Quito se realizase cada año el Seminario Internacional Problemas de la Revolución en América Latina (SIPRAL) siendo el PCMLE y el MPD los organizadores de estos actos. |
| II                                       | París, Francia                      | septiembre de 1995 | La Conferencia se solidariza con los políticos presos como: Hamma Hammami del Partido Comunista de los Trabajadores de Túnez y Francisco Caraballo, primer secretario del Partido Comunista de Colombia Marxista-Leninista. Se procedió al intercambio de puntos de vista sobre el resumen de la experiencia de la construcción del socialismo en la URSS y en las causas de su fracaso. |
| III                                      | Santo Domingo, República Dominicana | 1996               | La Resolución analiza la situación de los países de los continentes de Europa, África y América Latina; resolviendo que la Unión Europea sirve al imperialismo alemán, considera que el capitalismo ha convertido a Latinoamérica en el "patio trasero" del imperialismo norteamericano al que se le ha impuesto el neoliberalismo. Se ponen como tarea central en las condiciones de la crisis. |
| IV                                       | Alemania                            | 1997               | La Conferencia condena las acciones de las potencias en Oriente Medio, denunciando los intentos de poner en cuestión, como ellos mismo expresan, el derecho de los kurdos y palestinos para decidir su propio destino. Condenan la cancelación de las elecciones y el golpe de Estado en Argelia que dieron inicio a una guerra civil, declarando esto un intento de impedir la llegada del Frente Islámico de Salvación al poder, pretendiendo a su vez eternizar la explotación. Apoyo a la lucha de los pueblos africanos contra las intrigas de los imperialistas y sus instituciones (FMI, Banco Mundial, Unión Europea). |
| V                                        | Caracas, Venezuela                  | octubre de 1998    | La Conferencia destacó los avances en las relaciones con otros partidos. Los partidos se solidarizan ante el fallecimiento de Washington Álvarez del PCMLE y exigen la aparición de Gregorio Alvarado del PCM (M-L). |
| VI                                       |                                     | 1999               | |
| VII                                      | Alemania                            | abril del 2000     | Da apoyo a los movimientos populares y las luchas que estaban teniendo lugar en ese momento en Ecuador, Burkina Faso, Colombia, Venezuela, Bolivia, Indonesia, Corea del Sur y muchos otros países. Analizan principalmente los hechos en Burkina Faso y la constitución del Partido Comunista de los Trabajadores de Dinamarca. |
| VIII                                     | Ciudad de México, México            | septiembre de 2001 | La Conferencia se solidariza con Burkina Faso ante la represión de Blaise Compaoré, y con el pueblo de Palestina. Conmemoran también los cinco años de la detención y desaparición del Gregorio Alfonso Alvarado López, dirigente del Partido Comunista de México. |
| IX                                       | Santo Domingo, República Dominicana | Noviembre de 2003  | Declara en relación de la Guerra de Afganistán y el 11 de septiembre afirmando que "el imperialismo norteamericano ha reivindicado el papel de víctima y asumido una audaz y desvergonzada actitud belicista" indicando que esto amenaza la independencia de las naciones y los derechos democráticos, incluyendo entre los afectados al pueblo de los Estados Unidos. |
| X                                        | Quito, Ecuador                      | Diciembre de 2004  | Considera al Área de Libre Comercio de las Américas con un intento del imperialismo estadounidense para someter a " a sus intereses a un mercado de 800 millones de habitantes". Se opone a la Constitución Europea por considerarla que "afirma el carácter neoliberal de ese proyecto que cumple los designios de los grandes monopolios". Continúa denunciando las guerras en Medio Oriente como parte de "un plan de agresión, saqueo y de reparto" y la expansión de este a Marruecos y países del Cáucaso. |
| XI                                       | Europa                              | octubre de 2005    | Expulsión de Bandera Roja de la organización. Apoyo al pueblo de Irak rechazando al sionismo y al imperialismo estadounidense. Análisis del triunfo del No en el referéndum sobre la Constitución de la Unión Europea ocurrido en Francia y su prolongación en Holanda. |
| XII                                      | Brasil                              | noviembre de 2006  | |
| XIII                                     |                                     | diciembre de 2007  | Decide conmemorar el Centenario del nacimiento de Enver Hohxa y por el 55° aniversario de la muerte de Stalin. Convocar a las juventudes a participar en el Campamento Internacional de la Juventud Antifascista y Antiimperialista a realizarse en Brasil. |
| XIV                                      | Santo Domingo, República Dominicana | noviembre de 2008  | En medio de la Gran Recesión de ese año, analizan esta situación y las movilizaciones populares que han sucedido por las "contradicciones irresolubles del capitalismo: la anarquía en la producción, la competencia y principalmente el carácter cada vez más social de la producción y la apropiación privada de la riqueza" indicando en ello el fracaso del neoliberalismo. |
| Desconocidas la XV y XVI Sesión Plenaria |                                     |                    | |
| XVII                                     |                                     | noviembre de 2010  | Análisis a la situación en Ecuador tras el 30S solidarizándose con nuestro partido, el MPD y las organizaciones sociales que han sido acusadas por Rafael Correa de perpetrar un "golpe de estado" así como también con el pueblo saharahui cuyo campamento de Gdaim Izik fue atacado por orden del gobierno de Marruecos. |
| XVIII                                    | Madrid, España                      | octubre de 2011    | |
| XIX                                      | Quito, Ecuador                      | octubre de 2013    | Análisis de la correlación de fuerzas imperialistas en ese momento. |
| XX                                       | Ankara, Turquía                     | noviembre de 2014  | Celebración del 20 Aniversario de la Conferencia. Muestran su oposición a la prohibición de la actividad política, de los símbolos comunistas y la equiparación comunismo-fascismo realizada en los países bálticos y Ucrania. |
| XXI                                      | Quito, Ecuador                      | octubre de 2015    | Acusan al régimen de Recep Tayyip Erdoğan de los atentados en Ankara de ese año. Pide la liberación de los trabajadores de Maruti, condena a su vez, el ataque al pueblo de Cachemira y del noreste de India. Se expresa ante la muerte Gustavo Salgado y Antonio Vivar Díaz. |
| XXII                                     | Dinamarca                           | octubre de 2016    | |
| XXIII                                    | Túnez                               | noviembre de 2017  | Declaración apoyando la autodeterminación del pueblo catalán, esto con relación a declaración de independencia de Cataluña a la vez que se crítica a los políticos catalanes de derecha, y condena la actuación del gobierno español. Denuncia la intervención militar de las potencias imperialistas en la región subsahariana y África del Oeste. Rechazo al fundamentalismo hindú, exigiendo que se preserve el estado secular en India. En relación con la protestas en Irán pide la liberación de los sindicalistas así como también de presos políticos en el Rif.                                                       |
| XXIV                                     | México                              | noviembre de 2018  | |
| XXV                                      |                                     |                    | |
| XXVI                                     |                                     |                    | |
| XXVII                                    |                                     |                    | |
| XXVIII                                   |                                     |                    | |
| XXIX                                     | Hamburgo, Alemania                  | noviembre de 2024  | Ingreso como miembro pleno del Partido del Trabajo Estadounidense. |

#### Revista "Unidad y Lucha"

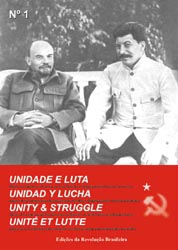
Portada del primer número de la revista "Unidad y Lucha", editada por la CIPOML.

La revista "Unidad y Lucha" es la publicación oficial de la CIPOML, teniendo como su propósito el de defender el marxismo-leninismo a nivel internacional, de analizar la situación del movimiento obrero y revolucionario, de expresar las experiencias de nuestros partidos y organizaciones.

### Normas
Dentro de la Conferencia es deber de los partidos y organizaciones miembros:
- Defender el marxismo-leninismo. Luchar contra sus detractores de toda índole, incluyendo dentro de los detractores a los revisionistas de carácter trotskista, jruschovista, entre otros grupos considerados "traidores".
- Involucrarse activamente en la lucha reivindicativa y política de la clase obrera y el pueblo y conducirla teniendo en cuenta la perspectiva de la toma del poder.
- Practicar el internacionalismo proletario.
- Defender y aplicar las decisiones de la CIPOML.
- Contribuir al proceso de implantación y desarrollo como Partido de Vanguardia de la clase obrera en su país a los miembros de la CIPOML.
- Contribuir y ayudar a la construcción y al desarrollo de nuevos partidos y organizaciones marxista-leninistas en los países en donde no existen.
- Participar activamente en las diferentes iniciativas internacionalistas definidas por la CIPOML como: las sesiones plenarias de la Conferencia, las reuniones regionales de los partidos, los campamentos internacionales antifascistas y antiimperialistas de la juventud, los encuentros sindicalistas y las que se aprobaren en el devenir.
- Ayudar a la publicación, difundir entre la militancia, la clase obrera y la juventud la revista "Unidad y Lucha".
- Contribuir con una cuota anual, cuyo monto se decide voluntariamente por parte de cada uno de los miembros.

Los derechos de los miembros son:
- Participar con plenos derechos, con voz y voto en las Plenarias de la Conferencia, en las Reuniones Regionales de Partidos y Organizaciones Marxista-Leninistas.
- Participar en la redacción de "Unidad y Lucha".
- Criticar de manera constructiva la política y la actividad de los demás miembros de la CIPOML.

#### Expulsión de Miembros
Para impedir el revisionismo dentro de la CIPOML, se procede a combatirlo mediante la reflexión y el análisis de la situación siendo garantizado el derecho a la defensa por parte del Partido. La expulsión se la realiza en la Sesión Plenaria de la Conferencia, se requiere el voto de los dos tercios de los partidos participantes. Los partidos son excluidos también cuando no participan de manera regular en las Plenarias y actividades de la CIPOML, por el lapso de tres años sin dar causa alguna.

## Partidos miembros

### Miembros plenos
| Continente        | País                 | Partido |
| ----------------- | -------------------- | --- |
| África            | Benín                | Partido Comunista de Benín (Parti Communiste du Bénin, PCB) |
| África            | Burkina Faso         | Partido Comunista Revolucionario Voltaico (Parti communiste révolutionnaire voltaïque, PCRV)                                                                                               |
| África            | Costa de Marfil      | Partido Comunista Revolucionario de Costa de Marfil (Parti Communiste Révolutionnaire de Côte d'Ivoire)                                                                                    |
| África            | Marruecos            | Vía Democrática (النهج الديمقراطي, An-Nahj Ad-Dimocrati) |
| África            | Túnez                | Partido de los Trabajadores (حزب العمال, Hizb al-Ummal) |
| Asia              | India                | Organización para la Democracia Revolucionaria de India (Revolutionari Democracy Organization of India)                                                                                    |
| Asia              | Irán                 | Partido del Trabajo de Irán (Toufan) (حزب کار ایران, Hezb-e Kar-e Iran) |
| Asia              | Pakistán             | Frente de los Trabajadores de Pakistán (پاکستان مزدور محاذ, Pakistan Mazdoor Mahaaz) |
| Asia              | Turquía              | Partido del Trabajo (Emek Partisi, EMEP) |
| Europa            | Albania              | Partido Comunista de Albania (PKSH, Partia Komuniste e Shqipërisë) |
| Europa            | Alemania             | Organización para la Construcción del Partido Comunista Obrero de Alemania (Arbeit Zukunft) Organisation für den Aufbau einer Kommunistischen Arbeiterpartei Deutschlands - Arbeit Zukunft |
| Europa            | Dinamarca            | Partido Comunista de los Trabajadores (APK, Arbejderpartiet Kommunisterne) |
| Europa            | España               | Partido Comunista de España (marxista-leninista) |
| Europa            | Francia              | Partido Comunista de los Obreros de Francia (PCOF, Parti communiste des ouvriers de France)                                                                                                |
| Europa            | Grecia               | Movimiento para la Reorganización del Partido Comunista de Grecia (Κίνηση για την Ανασύνταξη του ΚΚΕ)                                                                                      |
| Europa            | Italia               | Plataforma Comunista (Piattaforma Comunista) |
| Europa            | Noruega              | Grupo Marxista-Leninista "Revolución" (ML-Gruppa Revolusjon) |
| Europa            | Serbia               | Alianza Revolucionaria Obrera de Serbia (Revolucionarni savez rada Srbije, RSRS) |
| América Latina    | Bolivia              | Partido Comunista Revolucionario (Bolivia) |
| América Latina    | Brasil               | Partido Comunista Revolucionario (Partido Comunista Revolucionârio, PCR) |
| América Latina    | Chile                | Partido Comunista Revolucionario |
| América Latina    | Colombia             | Partido Comunista de Colombia - Marxista Leninista |
| América Latina    | Ecuador              | Partido Comunista Marxista Leninista del Ecuador |
| América Latina    | México               | Partido Comunista de México (Marxista-Leninista) |
| América Latina    | Perú                 | Partido Comunista Peruano (Marxista-Leninista) |
| América Latina    | República Dominicana | Partido Comunista del Trabajo |
| América Latina    | Venezuela            | Partido Comunista Marxista Leninista de Venezuela |
| América del Norte | Estados Unidos       | Partido Estadounidense del Trabajo (American Party of Labor) |

### Miembros observadores
| Continente      | País      | Partido                                                                                 |
| --------------- | --------- | --------------------------------------------------------------------------------------- |
| América del Sur | Uruguay   | Partido Comunista Marxista-Leninista de Uruguay                                         |
| Asia            | Bangladés | Partido Comunista de Bangladés (Marxista-Leninista) (Communist Party of Bangladesh, ML) |

### Antiguos miembros
| Continente | País      | Partido                                                                               | Año de Ingreso | Año de salida | Motivo             |
| ---------- | --------- | ------------------------------------------------------------------------------------- | -------------- | ------------- | ------------------ |
| América    | Venezuela | Partido Bandera Roja                                                                  | 1995           | 2005          | Expulsión          |
| Europa     | Alemania  | Partido Comunista de Alemania (Amanecer Rojo)                                         | 1994           | 2008          |                    |
| Europa     | Italia    | Círculo Lenin                                                                         |                | 2008          |                    |
| Europa     | Italia    | Organización para el Partido Comunista del Proletariado de Italia                     | 1994           | 2008          |                    |
| América    | Chile     | Partido Comunista Chileno (Acción Proletaria)                                         | 1994           | 2010          | Renuncia           |
| Asia       | Turquía   | Partido Comunista Revolucionario de Turquía (TDKP, Türkiye Devrimci Komünist Partisi) | 1994           | 2014          | Fusión con el EMEP |